# Xoxocotlán
Santa Cruz Xoxocotlán is een voorstad van Oaxaca in de Mexicaanse deelstaat Oaxaca. Xoxocotlán heeft 59.181 inwoners (census 2005) en is de hoofdplaats van de gemeente Santa Cruz Xoxocotlán.
Een groot deel van de inwoners bestaat uit Zapoteken. De ruïnestad Monte Albán valt onder de gemeente.